# Giovanni Battista Costaguti

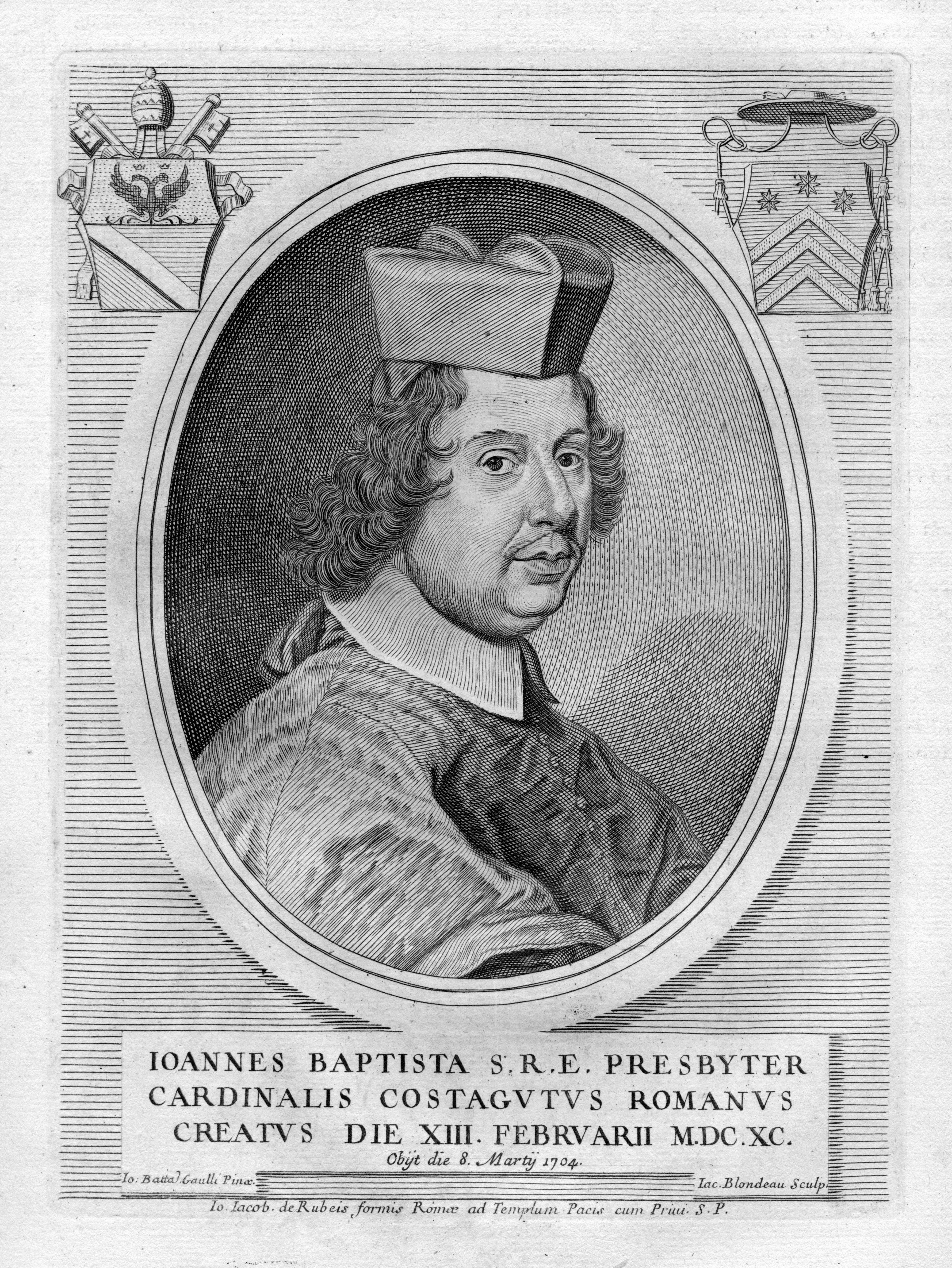
Giambattista Kardinal Costaguti (Stich 17. Jh.)

Giovanni Battista Costaguti (auch Giambattista Costaguti; * 1636 in Rom; † 8. März 1704 ebenda) war ein italienischer Kardinal der Römischen Kirche.

## Leben
Er entstammte einer bekannten genuesischen Familie und war ein Sohn von Prospero Costaguti, Marchese von Sipicciano und von Rocca Elvezia, und dessen zweiter Ehefrau, einer Gräfin Vidman. Giovanni Battista Costagutis Halbbruder war der Kardinal Vincenzo Costaguti, ein späterer Kardinal aus derselben Familie war sein Neffe mütterlicherseits Baldassare Cenci. Er wurde Kleriker und später Dekan der Apostolischen Kammer
Papst Alexander VIII. erhob ihn im Konsistorium vom 13. Februar 1690 zum Kardinalat und ernannte ihn zum Kardinalpriester. Den Kardinalshut empfing Giovanni Battista Costaguti am 16. Februar desselben Jahres und am 10. April 1690 wurde ihm San Bernardo alle Terme als Titelkirche verliehen. Am 18. Juli 1690 wurde ihm die Dispens gewährt, alle Weihen ohne Beschränkung auf festgelegte Tage und ohne die vorgeschriebenen Unterbrechungen zu empfangen.
Giovanni Battista Costaguti war Teilnehmer des Konklave 1691, aus dem Innozenz XII. als Papst hervorging und optierte am 12. November 1691 zur Titelkirche Sant’Anastasia al Palatino. Er nahm am Konklave 1700 teil, an dem Clemens XI. zum Papst gewählt wurde.
Beigesetzt wurde er in der römischen Kirche San Carlo ai Catinari.